# Tomponsky (huyện)
Huyện Tomponsky (tiếng Nga: Томпонский улу́с) là một huyện hành chính tự quản (raion), của Cộng hòa Sakha, Nga. Huyện có diện tích 136843 km², dân số thời điểm ngày 1 tháng 1 năm 2000 là 26300 người. Trung tâm của huyện đóng ở Chandyiga.